# ضرب (نظریه رسته‌ها)
در نظریه رسته‌ها، ضرب تعداد دو یا بیشتر از اشیاء درون یک رسته، مفهومی است که به منظور تجریدسازی عصاره پشت مفاهیمی چون ضرب کارتزین مجموعه‌ها، ضرب مستقیم گروه ها یا حلقه ها و ضرب فضاهای برداری، طراحی شده است. اساساً ضرب خانواده ای از اشیاء، «کلی‌ترین» شیئی است که از آن به هر شیء دلخواه بتوان تشکیل ریخت داد.